# 무카이 아이
무카이 아이(일본어: 向井 藍、1993년 10월 24일~)는 일본의 배우이다.